# Weinmannia vulcanicola
Weinmannia vulcanicola là một loài thực vật có hoa trong họ Cunoniaceae. Loài này được J.F. Morales mô tả khoa học đầu tiên năm 2005.